# Lê Thái Tông
Lê Thái Tông (chữ Hán: 黎太宗 22 tháng 12 năm 1423 – 7 tháng 9 năm 1442), tên húy Lê Nguyên Long (黎元龍), là vị hoàng đế thứ hai của hoàng triều Lê nước Đại Việt. Thái Tông trị vì từ ngày 20 tháng 10 năm 1433 cho tới khi mất năm 1442, tổng cộng gần 9 năm.
Triều đại của Lê Thái Tông đánh dấu một thời kì thịnh trị trong lịch sử Việt Nam, tiếp nối thành tựu của thời đại Lê Thái Tổ. Thái Tông lên ngôi lúc mới 11 tuổi, nhưng là vị vua thông minh, lại được sự giúp đỡ của các đại thần võ tướng như Lê Sát, Lê Ngân, Trịnh Khả, Đinh Liệt... cùng các văn thần, ngôn quan chịu khó can gián như Phan Thiên Tước, Bùi Cầm Hổ, Nguyễn Thiên Tích,... Nhà vua và các đại thần ổn định xã hội, nghiêm trị tham ô, hoàn thiện hệ thống nghi thức, lễ nhạc của triều đình, tăng cường chỉnh đốn quân đội, chấn hưng giáo dục và đặt lệ 3 năm mở 1 khoa thi lớn trên toàn quốc để tìm ra Nho sĩ có tài, có thể giúp vua cai quản dân sự.
Về đối ngoại, nhà vua giữ quan hệ hòa hiếu với đế quốc Minh-Trung Quốc, mặc dù thời gian cuối triều Thái Tông đã xảy ra một số vụ xung đột, lấn chiếm giữa các thổ quan vùng biên ải hai nước. Cũng trong thời kỳ này, ở phía Tây, một số thổ tù miền biên viễn có Ai Lao chống lưng đã nổi dậy chống hoàng gia. Lê Thái Tông 3 lần đích thân cầm quân đi đánh dẹp mạn tây, bình định châu Phục Lễ, giết được thổ tù Hà Tông Lai, đánh bại Ai Lao và bức hàng thổ tù Nghiễm. Phía Nam, Chiêm Thành từng lăm le xâm lấn Đại Việt khi Thái Tông mới lên ngôi, nhưng sau đó bỏ ý đồ và giữ lễ phiên thần với Đại Việt.
Nhờ các chính sách của Lê Thái Tông, Đại Việt phát triển thịnh đạt, như các sử quan biên soạn Đại Việt Sử ký Toàn thư mô tả: "...mới có mấy năm mà điển chương văn vật rực rỡ đầy đủ, đất nước đã đổi thay tốt đẹp. Các nước Trảo Oa, Xiêm La, Tam Phật Tề, Chiêm Thành, Mãn Lạt Gia vượt biển sang cống". Tuy nhiên, nhà vua lại có tính cứng rắn, ép chết Đại tư đồ Lê Sát cùng Đại đô đốc Lê Ngân, hà khắc anh ruột là Quận Ai vương Lê Tư Tề. Năm 1442, Thái Tông mất ở tuổi 20 khi đi tuần miền Đông, làm dấy lên nhiều nghi vấn trong lịch sử, và Hành khiển Nguyễn Trãi vì thế bị kết án tru di, tạo thành vụ án Lệ chi viên nổi tiếng.

## Tiểu sử
Lê Thái Tông có tên thật Lê Nguyên Long (黎元龍), là con thứ hai của vua Lê Thái Tổ (Lê Lợi). Mẹ là Phạm Thị Ngọc Trần người xã Quần Đội, huyện Lôi Dương (tức Thọ Xuân ngày nay), thuộc Thanh Hóa, sau được truy tôn là Cung Từ Cao Hoàng hậu.
Theo sách Đại Việt Sử ký Toàn thư (bộ quốc sử Đại Việt được hoàn tất biên soạn năm 1697 đời Lê trung hưng), Lê Nguyên Long sinh ngày 20 tháng 11 âm lịch (ngày 22 tháng 12 dương lịch) năm 1423, tại Lam Sơn, huyện Thọ Xuân, Thanh Hóa trong thời kỳ Đại Việt bị Trung Quốc đô hộ. Lúc này, Lê Lợi là Bình Định vương, đang chống nhau với quân Minh-Trung Quốc, phải di chuyển luôn luôn, không yên một chỗ nào, bà Phạm Thị Ngọc Trần lặn lội theo hầu, trải nhiều gian khổ. Bà Phạm Thị Ngọc Trần mất năm 1425 lúc Lê Nguyên Long mới hơn 2 tuổi.
Lê Thái Tổ không lập chính thất (vợ cả), mà chỉ có ba người vợ, hai người vợ chính là bà Trịnh Thần phi sinh ra Lê Tư Tề và bà Phạm Thị Ngọc Trần sinh ra Lê Nguyên Long; còn bà vợ lẽ là Phạm Thị Nghiêu không có con..
Tháng Giêng, năm 1428 đất nước thái bình, tháng 3 cùng năm, vua Lê Thái Tổ phong con thứ Lê Nguyên Long làm Lương quận công (梁郡公). Tháng 1, năm 1429, vua Lê Thái Tổ sai Nhập nội kiểm hiệu bình chương sự Lê Vấn (tức Phạm Vấn), Nhập nội Đại Tư mã Lê Ngân và Nhập nội Thiếu phó Lê Văn Linh lập con trưởng là Hữu Tướng quốc Lê Tư Tề làm Quốc vương, giúp coi việc nước. Đến năm 1433 lại sai Nhập nội Tư khấu Lê Sát, Tư không Lê Nhân Chú (Lưu Nhân Chú), Nhập nội Tư mã Lê Lý (tức Nguyễn Lý) và Nhập nội Thiếu úy Lê Quốc Hưng (tức Bùi Quốc Hưng) lập Lương quận công Nguyên Long làm Hoàng thái tử.

## Hoàng đế Đại Việt
Năm 1432, Lê Thái Tổ nhiều bệnh, chính sự nhà nước đều giao cho thân vương Lê Tư Tề nhưng thân vương mắc chứng điên cuồng, giết bừa các tì thiếp, dần dần không hợp ý Lê Thái Tổ. Năm 1433, vua Lê Thái Tổ vời người cháu ruột là Nhập nội Tư mã, Kì Lân Hổ Vệ tướng quân Lê Khôi lúc ấy đang trấn thủ Hóa châu về triều để bàn lập thái tử. Lê Khôi bàn với vua nên lập Hoàng tử Nguyên Long, vua Thái Tổ nghe lời và quyết định lập Lê Nguyên Long làm thái tử nối ngôi.
Tháng 8 âm lịch năm 1433, Lê Thái Tổ giáng con trưởng Lê Tư Tề làm Quận vương, lấy con thứ kế thừa ngôi vua. Vua Lê Thái Tổ lại phong cho Nhập nội Kiểm hiệu Tư khấu bình chương quân quốc trọng sự Lê Sát là Dương vũ Tĩnh nạn công thần, thăng Đại Tư đồ, cùng với Đô đốc Phạm Vấn và Tư khấu Lê Ngân nhận di chiếu, chịu cố mệnh giúp vua Lê Thái Tông. Ngày 22 tháng 8 âm lịch năm 1433, vua Lê Thái Tổ qua đời. Ngày 8 tháng 9 âm lịch (20 tháng 10 dương lịch) năm 1433, Thái tử Lê Nguyên Long lên ngôi Hoàng đế, ban chiếu đại xá thiên hạ và quyết định đổi niên hiệu thành Thiệu Bình từ năm sau. Hoàng đế còn chọn ngày sinh làm Kế Thiên thánh tiết, sau đổi làm Vạn Thọ thánh tiết, và xưng hiệu là Quế Lâm động chủ (桂林洞主).
Lê Thái Tông Lê Nguyên Long cũng truy phong mẹ ruột đã mất của mình, bà Phạm Thị Ngọc Trần làm Cung Từ Quốc Thái mẫu, sai người đem thần chủ mới vào thờ ở Thái miếu. Thái Tông còn tôn người vợ lẽ của Lê Thái Tổ là bà Phạm Thị Nghiêu làm Huệ phi. Hoàng đế mới 11 tuổi, không phải nhờ mẫu hậu nhiếp chính, mà tự mình quyết định công việc triều đình.

## Sự nghiệp

### Chính trị
Khi Lê Thái Tổ hấp hối, ông đã gia phong cho Lê Sát làm "Dương Vũ tĩnh nạn công thần", thăng Đại Tư đồ, cùng với Đô đốc Lê Vấn làm cố mệnh đại thần phò giúp Lê Thái Tông khi ấy mới 11 tuổi. Lê Sát làm Thủ tướng, ông hăng hái giúp vua sửa chính sự, năng can gián, thực thi luật pháp nghiêm minh, nhưng vì là võ tướng nên làm việc theo ý riêng, tính thẳng thắn, không nghĩ hậu quả về sau.
Năm 1428, Lưu Nhân Chú được phong làm Suy trung Tán trị Hiệp mưu Dương vũ công thần, Nhập nội Kiểm hiệu, Bình chương quân quốc trọng sự quyền Tể tướng, năm 1431 làm Nhập nội Tư khấu. Lê Sát ghét Lê Nhân Chú, nên vu cáo để giết đi, dời người em cùng mẹ Lê Nhân Chú là Lê Khắc Phục ra làm quan ngoài kinh thành. Có người giám sinh tên Nguyễn Đức Minh viết thư nặc danh tố Lê Sát bè phái với Lê Vấn giết Lê Nhân Chú, triều đình bắt Đức Minh đi đày và tịch thu gia sản. Lê Sát còn trục những người không cùng cánh khỏi triều đình, chẳng hạn Nhập nội Thiếu bảo Trịnh Khả phải ra làm Tuyên úy đại sứ tri quân sự trấn Lạng Sơn.
Tháng 6 âm lịch năm 1434, Đồng tri bạ tịch Bắc đạo Bùi Ư Đài đề nghị vua chọn các hoàng huynh, quốc cữu, kỳ lão am hiểu điển chế cũ vào làm cố vấn cho vua, bên ngoài đặt chức sư phó chỉ huy trăm quan. Đại Tư đồ Lê Sát rất tức giận vì nghĩ họ nghi mình chuyên quyền, muốn giới hạn quyền lực và sự ảnh hưởng của mình. Lê Sát tâu xin giao Ư Đài xuống ngục và trị tội theo phép nước. Thái Tông ngẫm nghĩ hồi lâu rồi kết luận Ư Đài không đáng bị xét xử. Lê Sát tâu đi tâu lại ba bốn lần nhưng hoàng đế vẫn không chấp nhận. Phải đến khi các ngự sử Nguyễn Thiên Tích, Bùi Cầm Hổ góp lời giúp Lê Sát, rồi hữu bật Lê Văn Linh mang tờ sớ tới tâu, hoàng đế mới bất đắc dĩ phải lưu đày Ư Đài. Nhưng cũng từ đó vua Thái Tông bẳt đầu ghét Lê Sát.
Ngày 11 tháng 7 âm lịch năm 1434, hoàng đế nhận thấy quân, dân các địa phương thường kết bè phái kiện cáo người khác, họ lại kéo nhau lên thẳng triều đình mà kiện, không chịu kiện quan địa phương, gây ra phiền nhiễu cho công việc triều chính. Do vậy hoàng đế đặt quy định rằng, trừ những vụ kiện lớn, quân, dân nếu có kiện cáo thì phải kiện ở xã mình, xã không giải quyết được thì mới lần lượt lên lộ, phủ, và triều đình. Lời chỉ dụ viết:
| “              | Phép trị nước lấy hình pháp gọn nhẹ làm gốc. Trẫm thấy các quân nhân đều tâu báo vượt cấp, câu kết nhau để đi kiện người, bỏ phế việc của dân, quấy rối triều đình, không gì tệ hơn. Từ nay, quân hay dân nếu có vụ kiện nhỏ thì tới chổ xã quan của xã mình mà trình bày, xã quan không giải quyết được mới lên huyện, huyện không giải quyết được mới lần lượt lên lộ, lên phủ, phủ không giải quyết được thì bấy giờ được tâu lên. Các vụ kiện ruộng đất cũng thế. Các quan xét xử phải giữ phép công bằng, không được nhận đút lót mà làm sai, để có người bị oan uổng. Các vụ kiện lớn thì mới cho tâu thẳng lên. | ” |
| — Lê Thái Tông | |   |

Tháng 9 âm lịch năm 1434, Lê Sát ghét Bùi Cầm Hổ hay bất đồng với mình, khiến nhà vua phải cho họ Bùi ra làm An phủ sứ trấn Lạng Sơn, lấy Chuyển vận sứ huyện Cổ Đằng Phan Thiên Tước làm Thị ngự sử. Tháng 12 âm lịch năm này, Phan Thiên Tước hặc tội Tổng quản tiền quân Lê Thụ là đang trong kỳ để tang Lê Thái Tổ mà lấy vợ lẽ, bắt quân lính phục vụ việc tư, xây dựng dinh thất nguy nga và sai người nhà ra nước ngoài mua bán trái phép. Vua Thái Tông thấy nhiều đại thần khác cũng ép binh sĩ xây nhà cửa, phục dịch nhu cầu riêng nên sai Thiên Tước đi khắp các nhà đại thần để khám xét tường tận. Tra xét xong, Thiên Tước về dâng sớ kể tội những người khác cũng làm nhà mới, gồm hơn 20 người từ Tham tri Đông đạo Lê Định trở xuống chức Quản lãnh. Thái Tông không hỏi tội các võ quan này, chỉ giao mỗi Lê Thụ xuống cho pháp ti bàn định xét xử. Các tể thần là Đô đốc Lê Vấn, Tư mã Lê Ngân đều coi Thụ là bậc huân thần và tìm cách bào chữa. Cuối cùng nhà vua tha tội cho Lê Thụ, chỉ tịch thu 15 lạng vàng và 100 lạng bạc có được từ buôn bán trái phép, ngoài ra ép Lê Thụ phải bỏ người vợ lẽ vừa cưới là Trình thị.
Năm 1435, vị cố mệnh đại thần Đô đốc Lê Vấn chết. Lê Sát làm Thủ tướng, quyết đoán mọi việc. Bấy giờ vua 13 tuổi, Lê Sát xin cử Nguyễn Trãi, Trình Thuấn Du cùng vài đại thần khác vào dạy vua, Thái Tông trả tờ tâu không nhận. Lê Sát thấy vua yêu quý hoạn quan Nguyễn Cung, khuyên vua nên giết đi, nhưng Thái Tông không nghe. Phan Thiên Tước thấy Thái Tông không chăm học, hằng ngày nô đùa với các hầu cận trong cung, bèn dâng sớ vạch ra 6 sai lầm của nhà vua:
"Nay đại thần tiến cử Thiếu bảo hữu bật vào hầu giảng sách, bệ hạ đứng dậy bỏ đi không nghe, thế là một điều không nên. Tiên đế chọn người làm bảo mẫu, làm thầy để vâng mệnh dạy bảo trong cung, bệ hạ khinh rẻ, mắng chửi mà không nghe, thế là hai điều không nên. Đến như thần phi, huệ phi là bậc dì, vào cung răn dạy, thì bệ hạ sai đóng cửa trước mà không cho vào, thế là ba điều không nên. Người quản lĩnh thị vệ thấy bệ hạ không đọc sách mà cầm cung bắn chim, có khi can ngăn, thì bệ hạ không nghe, lại lấy cung bắn người ấy, thế là bốn điều không nên. Tiên đế lựa chọn con em công thần sai vào hầu bệ hạ đọc sách thì bệ hạ đều xa lánh họ mà nô đùa với bọn hầu hạ gần gũi ở trong cung, thế là năm điều không nên. Người làm vua phải tìm người tài giỏi biết nói thẳng, hết lời can ngăn và những người có công lao mà thưởng họ, nay bệ hạ lại vui đùa với bọn hoạn quan nói rồi thưởng cho chúng, thế là sáu điều không nên".
Thái Tông rất tức giận, sai tả hữu học Lê Cảnh Xước và hoạn quan Đinh Hối dò xét nhà Phan Thiên Tước chất vấn, la mắng, ép Thiên Tước phải khai tên người tố 6 việc trên. Thiên Tước điềm tĩnh kể tên Đồng tổng quản Bắc Giang hạ vệ Lê Lãnh và khẳng định "bọn thần cốt sao yêu vua, làm hết chức trách mà thôi, dù chết cũng không sợ". Hôm sau, Thái Tông nguôi giận cho Phan Thiên Tước giữ chức cũ.
Ngày 18 tháng 9 âm lịch năm 1435, triều đình bàn định riêng về ngạch thuế. Đại Tư đồ Lê Sát dự định: đối với những người có đất bãi trồng dâu và ruộng cấy lúa, nếu là quân nhân thì cấp 5 sào đất bãi dâu, nếu là dân thường thì cấp 4 sào làm sản nghiệp, ngoài ra còn miễn thuế khóa cho họ. Người không vợ và góa chồng thì không được miễn thuế. Phan Thiên Tước không đồng tình, cho rằng: "Người không vợ và góa chồng là hạng chính sách nhà vua thương đến. Nay ban ơn cho quân dân mà hạng đó không được dự, thế thì họ không phải là dân của vua ư?" Đại Tư đồ Lê Sát cãi lại: "Quân dân bỏ sức làm việc, đóng góp thuế khóa, còn hạng không vợ góa chồng kia cho nước được gì? Vả lại, khi còn Tiên đế, chưa từng giảm nhẹ cho ai thì ông im lặng không nói gì, mà nay đã định thành lệ rồi lại cứ nói mãi không thôi là làm sao?" Phan Thiên Tước giữ vững lập trường: "Khi còn Tiên đế, Tước này chưa được giữ chức trách nói năng, nay chức trách phải nói, cũng muốn thành điều hay cho nhà nước mà thôi, có phải mưu lợi riêng cho mình đâu?" Cuối cùng, Lê Thái Tông nghe theo Phan Thiên Tước, ra lệnh miễn tô 3 sào cho người cô quả.
Vua Thái Tông ngày càng lớn, có óc hiểu biết phán đoán, Lê Sát vẫn cứng xẵng chuyên quyền, Thái Tông bên ngoài tỏ vẻ bao dung nhưng bên trong ngầm ghét Lê Sát. Năm 1437, Lê Thái Tông cho những người cùng vây cánh với Lê Sát là Điện tiền Đô kiểm điểm Lê Ê, Hữu quân Tổng quản Lê Hiêu ra ngoài; triệu người có hiềm khích với Lê Sát là Trịnh Khả về triều làm Hành quân Tổng quản, nắm quân Cấm binh (tức quân Thiết đột) Tháng 7 âm lịch năm 1437, nhà vua giao cho Hình quan hạch tội Lê Sát chuyên quyền. Lê Ngân và Lê Văn Linh cố giải tội cho Lê Sát nhưng nhà vua không nghe theo. Không lâu sau Thái Tông bãi chức Lê Sát, lời chiếu kể tội "chuyên quyền nắm giữ việc nước, ghen ghét bậc hiền tài, giết Nhân Chú để hòng ra oai, truất Trịnh Khả bắt người ta phục, bãi chức tước của Ư Đài khiến đình thần không còn ai dám nói, đuổi Cầm Hổ ra biên giới cho gián quan đều bịt miệng im hơi". Nhà vua cũng giáng con gái Lê Sát là Lê Thị Ngọc Dao lúc ấy là Nguyên phi xuống làm thường dân, dời "kẻ bày mưu cho Sát" là Tây đạo tham tri quân dân bạ tịch Đặng Đắc ra làm An phủ sứ trấn Lạng Sơn, sau lại bắt giam vào ngục, lột bỏ chức tước và hai chữ "Công thần" của Lê Văn Linh, ngoài ra còn phục chức Bùi Ư Đài làm Đồng tri môn hạ Tả ty sự, Bùi Cầm Hổ làm Ngự sử Trung thừa. Thái Tông lấy Nhập nội Tư khấu Bắc đạo hành quân Đô tổng quản Lê Ngân làm Nhập nội Đại Đô đốc, chấp chính việc nước. Con gái Đại Đô đốc Lê Ngân được phong từ Chiêu nghi lên làm Huệ phi.
Tháng 7 âm lịch năm 1437, hoàng đế ép Lê Sát tự tử. Tháng 12 âm lịch năm này Lê Ngân sai người phù thủy làm lễ ở nhà, đúc tượng vàng Quan Thế Âm để mong con gái được yêu thương. Thái Tông nghe đến, sai người vào nhà ông tra khảo, bắt được bọn phù thủy yếm và tượng vàng. Lê Ngân hoảng hốt vào triều, tâu sớ giải bầy, nhưng Thái Tông quyết xử tử, ban cho ông tự vẫn tại nhà như Lê Sát. Trong sách Đại Việt thông sử soạn vào thời Lê trung hưng, đại thần, nhà trí thức Lê Quý Đôn nhận xét cái chết của Lê Sát, Lê Ngân dưới tay vua Thái Tông là chết không đáng tội, thiên hạ cho là oan.
Tháng 3 âm lịch năm 1439, hoàng đế muốn thống nhất cách thức đo lường và tiêu dùng tiền tệ, lụa vải, giấy tờ trong nước, bèn ban lệnh chỉ quy định: 
Hễ tiền đồng thì 60 đồng là 1 tiền, lụa lĩnh thì mỗi tấm dài 30 thước, rộng 1 thước 5 tấc trở lên, vải gai nhỏ mỗi tấm dài 24 thước, rộng 1 thước 3 tấc trở lên, vải tơ chuối thì mỗi tấm dài 24 thước, vải bông thô mỗi tấm dài 22 thước, giấy thì tính 100 tờ [là 1 tập].

### Nghi thức, lễ nhạc
Tháng 1 âm lịch năm 1437, vua Lê Thái Tông sai Hành khiển Nguyễn Trãi và Lỗ bộ ty giám Lương Đăng soạn thảo lễ nhạc và quy chế lễ nghi cho triều đại. Nguyễn Trãi dâng lên bản vẽ khánh đá và biểu tâu. Thái Tông chấp thuận, sai thợ đá huyện Giáp Sơn lấy đá trong núi Kính Chủ để tạo khánh đá theo bản vẽ của Nguyễn Trãi.
Tháng 5 âm lịch năm 1437, Lương Đăng dâng sớ cho Lê Thái Tông, có phác thảo quy chế mũ áo, nhạc khí, xa giá và số người theo hầu. Lương Đăng có nhiều ý tưởng khác với Nguyễn Trãi về số lượng, trọng lượng các nhạc khí. Lê Thái Tông đồng ý với Lương Đăng, sai Đăng đặt ra các quy chế. Nguyễn Trãi bèn xin vua cho trả lại công việc được giao. Tháng 11 âm lịch năm 1437, vua Thái Tông chính thức ban bố các quy chế do Lương Đăng soạn ra. Hành khiển Nguyễn Trãi cùng Tham tri bạ tịch Nguyễn Truyền, Đào Công Soạn, Nguyễn Văn Huyến, Tham nghị Nguyễn Liễu dâng sớ ngăn lại nhưng vua Thái Tông không nghe theo.
Về chi tiết của quy chế mới về trang phục, nghi thức, lễ nhạc triều đình mà Lê Thái Tông áp dụng từ năm 1437, sách Đại Việt Sử ký Toàn thư cũng có đoạn mô tả đại lược rằng:

Về lễ thì có lễ đại triều và lễ thường triều. Tế trời, cáo miếu, ngày thánh tiết, ngày chính đám, thì làm lễ đại triều, hoàng đế mặc áo cổn, đội mũ miện, lên ngồi ngai báu, trăm quan đều mặc triều phục đội mũ chầu. Còn những ngày mồng một, ngày rằm hằng tháng thì Hoàng đế mặc áo bào vàng, đội mũ xung thiên, ngồi ngai báu, trăm quan đều mặc công phục, đội mũ.
Lễ thường triều thì hoàng đế mặc áo bào vàng, đội mũ xung thiên, ngồi sập vàng, trăm quan mặc thường phục cổ tròn, đội ô sa đen. Về nhạc thì có nhạc tế Giao, nhạc tế Miếu, nhạc tế Ngũ tự, nhạc cứu khi có nhật thực, nguyệt thực, nhạc đại triều, nhạc thường triều, nhạc cửu tấu khi đại yến, nhạc dùng trong cung, không thể dùng nhất loạt được. Về lỗ bộ đại giá, như xe kiệu thì có đại lộ, tượng lộ, mã lộ, có cửu long dư, thất long dư, có bộ liễn, có phi liễn; về nghi trượng thì có kim qua, phủ, việt, chàng, phướn, tinh kỳ, mao tiết, chương phiến, long ngũ phượng. Số ngựa đóng vào xe và số đội ngũ theo hầu cũng đều có quy định cả...
Trong một đoạn khác:

Lỗ bộ ty đồng giám kiêm Tri điển nhạc sự Lương Đăng dâng nhạc mới phỏng theo quy chế của nhà Minh mà làm.
Trước Đăng và Nguyễn Trãi đã vâng mệnh soạn định nhã nhạc. Trong đó, nhạc ở trên có tám loại thanh âm như: trống keo lớn, khánh chùm, chuông chùm, đặt các loại đàn cầm, đàn sắt, sênh, quản, thược, chúc ngữ, huân trì. Nhạc ở dưới điện thì có phương hưởng treo, khống hầu.
Tớ sớ của Nguyễn Trãi và các văn thần cộng sự phản đối Lương Đăng (tháng 11 âm lịch năm 1437) cũng hé lộ một số chi tiết về quy chế này:

...quy chế lễ nhạc của y [Lương Đăng] là dối vua lừa dưới, không dựa vào đâu cả, như đánh trống là bao giờ ra chầu triều sớm, nay vua ra chầu triều sớm, nay vua ra chầu rồi mới đánh.Theo quy chế xưa, khi vua ra, thì bên tả đánh chuông hoàng chung, rồi năm chuông bên hữu ứng theo, lúc vua vào đánh chuông chưng tân rồi năm chuông cũng ứng theo. Nay vua ra chầu, đánh 108 tiếng chuông, đó là số lần đếm tràng hạt của nhà sư. Nếu theo quy chế của nhà Minh, thì khi vua ngồi ở cửa Phụng Thiên phải có ngai báu, nay chỉ có một điện Hội Anh, lại chỉ có sập vàng, nếu di chuyển thì sợ không yên, đặt cả hai thứ cũng không được, thế là lễ nghi gì? Làm xe thì đằng trước có diềm, đằng sau mở cửa. Nay lại mở cửa đằng trước, quy chế xưa làm như thế hay sao? Khi vua ra thì có hô thét, khi vào thì có thu dẹp, đó là quy định của nghi lễ. Nay quan coi cửa xướng tâu mọi việc xong, các quan lui ra, vua con ngồi mà người thu dẹp đã la thét dọn dẹp là làm sao?

### Quân sự

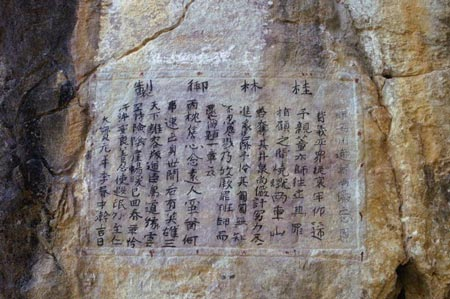
Văn bia Quế Lâm ngự chế, Lê Thái Tông, 1439.

Năm 1434, Lê Thái Tông ra lệnh cho quân ngự tiền và các vệ quân năm đạo chuẩn bị lương ăn trong 2 tháng, hạn đến ngày 20 tháng này phải tới địa phận Đông Kinh để điểm danh và luyện tập võ nghệ. Còn quân trấn giữ ở các trấn Thanh Hóa, Nghệ An, Tân Bình, Thuận Hóa thì tới địa phận phủ, trấn mình để kiểm duyệt. Ai vi phạm sẽ bị trị tội. Cùng năm, 4 quan phụ đạo trấn Lạng Sơn là Hoàng Nguyên Ý, Hoàng Văn Ngạc, Nguyễn Thế Ninh và Nguyễn Công Đình nổi dậy, Thái Tông sai Lê Văn An mang quân Ngự tiền, Thiết đột và quân ở Bắc đạo đi đánh. Khi đến nơi thì Hoàng Văn Ngạc đã bị trấn binh giết chết, Hoàng Nguyên Ý đều bỏ cả vợ con chạy trốn sang đất Minh. Lê Văn An liền chia quân lùng bắt thân thích, nô tì, tài sản, gia súc của trấn quân được tới hơn nghìn người đem về dâng nộp. Nhà vua thả hết dân thường, đem gia thuộc của bốn người cầm đầu nổi dậy ban cấp cho các quan.
Tháng 4 âm lịch năm 1434, khi vua Lê Thái Tổ vừa băng hà, vua nước Chiêm là Bố Đề (Indravarman VI) ngờ Đại Việt có biến loạn, tự mình cầm quân áp sát biên giới, chưa rõ thực hư, mới đem quân vào Cửa Việt bắt 6 người. Dân Thuận Hóa đánh trả, bắt 2 người đem dâng. Ngày 12 tháng 5 âm lịch năm 1434, Lê Thái Tông sai quân dẫn 2 tù binh Chiêm tới xem, sau đó tha về. Cùng ngày, nhà vua sai Nhập nội Tư mã Lê Liệt, tổng đốc các quân Nghệ An, Tân Bình, Thuận Hóa, đi tuần tra các nơi thuộc Tân Bình, Thuận Hóa, nếu gặp quân Chiêm Thành vào cướp biên giới, mà có ai vi phạm quân lệnh hay sợ hãi rút lui thì cho phép chém trước tâu sau. Lại sai Nhập nội Thiếu úy Lê Khôi và Hành khiển Tổng quản Lê Truất cùng đốc suất các quân ở Tân Bình và Thuận Hóa đi theo. Bố Đề thấy Đại Việt không có sự biến gì đã rút quân từ trước. Lê Liệt đưa quân đến châu Hóa, định trở về, gặp lúc người Man ở châu Hóa là Đạo Thành bị Đạo Luận đánh, đến xin cứu viện. Lê Liệt bèn đem quân đánh giúp, bắt được hơn nghìn người và vài chục con voi mang về.
Tháng 1 âm lịch năm 1435, nhà vua cho thao diễn quân đội 5 đạo đánh bộ, lại diễn tập thủy chiến ở sông Hồng. Cuối năm này, ngày 21 tháng 11 âm lịch nhà vua sai Tư mã Tây đạo Lê Bôi làm Tổng quản; Hữu bật Lê Văn Linh làm Tham đốc, đốc suất các vệ quân năm đạo và hai vạn trấn quân Nghệ An đi đánh Cầm Quý, một tù trưởng địa phương có 1 vạn quân. Thái Tông căn dặn Lê Bôi, Lê Văn Linh phải ước thúc tướng sĩ, vỗ về nhân dân, nếu có người giữ chức tổng quản, đồng tổng quản hoặc tổng tri mà vi phạm quân lệnh thì bắt giam rồi tâu xin xử tội. Đối với những người từ chức vệ đồng tri trở xuống, ai ra trận mà bất tuân hoặc bỏ chạy thì các tướng được phép chém trước tâu sau. Quan quân đi đánh thắng trận, bắt được Cầm Quỹ giải về triều.
Tháng 12 âm lịch năm 1435, hoàng đế sai vệ quân các đạo và quân Thiết đột vét sông Đông Ngàn (khúc sông Đuống chảy qua huyện Từ Sơn cũ, nay là huyện Tiên Sơn, tỉnh Hà Bắc) để khai thông đường vận chuyển binh lương.
Tháng 2 âm lịch năm 1437, Thái Tông khảo xét võ nghệ của các tướng hiệu. Phép khảo xét: bắn cung là một môn, ném tên là một môn, đánh mộc là một môn. Cả ba môn đều được thì cấp lương toàn phần, ai không được môn nào thì bị giảm lương, sau coi đó làm lệ thường.
Tháng 8 âm lịch năm 1437, quân Ai Lao kéo sang quấy nhiễu châu Mã Giang và châu Mộc. Quân Đại Việt chống đánh, chém được tù trưởng Man Nữu cùng 20 người, bắt hơn 20 người khác dâng vua. Ai Lao phải cử sứ sang xin chuộc lại tù binh. Lê Thái Tông cho phép tù binh về nước.
Năm 1439, Thái Tông tăng cường quân đội và tổ chức duyệt quân binh lớn cả nước. Cùng năm họ Cầm ở châu Phục Lễ nổi dậy, tướng Ai Lao là Nữu Hoa đem 3 vạn người sang giúp họ Cầm chống lại Đại Việt, nhà vua tự mang 6 quân đi đánh. Mùa xuân năm 1440, ông lại đi đánh quân Hà Tông Lai ở huyện Thu Vật, thuộc huyện Tuyên Quang. Ngày 19 tháng 1 âm lịch, đại quân bắt được con Tông Lai là Tông Mậu, sang hôm sau chém được Tông Lai. Trên đường về nhà vua cùng quân sĩ nghỉ chân tại Động La (Thẳm báo ké), Lê Thái Tông thấy nơi đây cảnh đẹp, địa lý thuận lợi, nhà vua đã để lại bài thơ và lời tựa gồm 14 dòng, mỗi dòng 10 chữ với 140 chữ Hán khắc trên vách núi, sử gọi là Văn bia Quế Lâm ngự chế.
Đến tháng 3 âm lịch năm 1440, Thái Tông thân chinh đánh thổ quan Nghiễm nổi dậy ở châu Thuận Mỗi (trấn Gia Hưng). Nghiễm dâng trâu và voi tạ tội; lại gặp lúc trời đang nắng gắt nên hoàng đế thu quân về. Tháng 3 âm lịch năm 1441, hoàng đế đi đánh Nghiễm lần hai. Quan quân bắt được viên tướng Ai Lao là Đạo Mông cùng vợ con ở động La, rồi bắt luôn hai con của Nghiễm là Sinh Tượng và Chàng Đồng. Nghiễm thất thế, phải chịu quy phục triều đình. Hoàng đế về kinh sư làm lễ cáo thắng trận ở Thái Miếu.

### Giáo dục
Trong thời kỳ thuộc Minh, nước Đại Việt bị thu toàn bộ sách vở, nền văn hiến bị hủy hoại. Sau khi đánh bại quân Minh, vua Lê Thái Tổ trị vì trong 6 năm, đã cho xây dựng Quốc tử giám, mở khoa thi Tiến sĩ; nay vua Lê Thái Tông tiếp nối cha mình, phục hồi và hoàn bị việc giáo dục ở Đại Việt. Năm 1434, hoàng đế tổ chức thi học trò (nho sĩ) trong nước. Khoa thi này có 1000 người đỗ đạt, được chia làm 3 bậc: bậc 1, bậc 2 được học ở Quốc tử giám, bậc 3 được đưa về học ở trường các lộ. Nhà vua cũng bổ dụng các Ngự tiền học sinh làm quan.
Cùng năm nhà vua định khoa thi chọn học trò, xuống chiếu rằng:
| “              | Muốn có được nhân tài, trước hết phải chọn lựa kẻ sĩ, mà phép chọn lựa kẻ sĩ phải lấy thi cử làm đầu. Nhà nước ta từ thuở xưa loạn lạc, người anh tài như lá mùa thu, bậc tuấn kiện như sao buổi sớm. Thái Tổ ta buổi đầu dựng nước, mở mang nhà học, dùng cỗ Thái lao để tế Khổng Tử, rất mực sùng Nho học, trọng đạo. Nhưng vì nước mới dựng nên chưa kịp đặt khoa thi. Trẫm nối theo chí hướng người xưa, lo được nhân tài để thỏa lòng mong đợi. | ” |
| — Lê Thái Tông | |   |

Cũng trong chiếu này, Lê Thái Tông đã đặt ra thể lệ thi cử như sau: bắt đầu từ năm Thiệu Bình thứ 5 1438 thi Hương ở các đạo, năm thứ 6 thi Hội ở sảnh đường tại kinh đô. Từ đấy về sau, cứ 3 năm một lần thi lớn, coi đó làm quy định lâu dài, người nào thi đỗ, đều được ban danh hiệu Tiến sĩ xuất thân. Tất cả khoa mục của các kỳ thi quy định như sau: Kỳ thứ nhất: 1 bài kinh nghĩa, Tứ thư mỗi sách một bài, mỗi bài đều 300 chữ trở lên; Kỳ thứ hai: Chế, biểu; Kỳ thứ 3: thi, phú; Kỳ thứ 4: 1 bài văn sách từ 1000 chữ trở lên. Nhà vua còn tổ chức thi lại viên, hỏi về ám tả. Những người đỗ hạng nhất được bổ vào Quốc tử giám, hạng nhì bổ làm Sinh đồ và thuộc lại bên văn.
Tháng 3 âm lịch năm 1442, Lê Thái Tông mở khoa thi Hội đầu tiên của Đại Việt thời Lê. Khoa này có 450 sĩ tử tham dự, trong đó 33 người thi đỗ. Số người này sang tháng sau được dự thi Đình. Trong khoa thi Đình, nhà vua ngồi trên điện ra đề văn sách vấn. Cuối cùng nhà vua lấy 3 người Nguyễn Trực, Nguyễn Như Đổ và Lương Nhữ Hộc đỗ Tiến sĩ cập đệ; Trần Văn Huy và 6 người khác đỗ Tiến sĩ xuất thân; Ngô Sĩ Liên và 22 người khác đỗ đồng Tiến sĩ xuất thân. Bắt đầu từ khoa thi này có lệ đặt bia Tiến sĩ, nhưng phải đến năm 1484, Lê Thánh Tông mới sai Lễ bộ thượng thư Quách Đình Bảo dựng những văn bia Tiến sĩ đầu tiên.

### Ngoại giao
Thời kỳ Lê Thái Tông tại vị, Đại Việt đã thiết lập mối bang giao tốt đẹp với Đại Minh. Vua Thái Tông vừa lên ngôi năm 1434, triều đình Đại Việt đã cho sứ mang tờ biểu và lễ vật địa phương sang Đại Minh cầu phong và kết giao. Nước Minh nghe tin Lê Thái Tổ mất, sai sứ mang cỗ tế của phương Bắc sang, tổng cộng 80 bàn. Tháng 2 âm lịch năm 1435, Minh Anh Tông sai Lễ bộ Hữu Thị lang Chương Xưởng, Hành nhân Ty Hành nhân Hầu Tấn đi theo Nguyễn Tông Trụ sang trao sắc mệnh cho vua Lê Thái Tông quyền coi việc nước. Năm 1437, Minh Anh Tông sai chánh sứ là Binh bộ Thượng thư Lý Úc, phó sứ là Thông chính Ty Hữu Thông chính Lý Hanh mang chiếu sắc ấn vàng sang phong vua Lê Thái Tông làm An Nam Quốc vương (ấn nặng 100 lạng, núm hình con lạc đà, làm bằng vàng).
Tuy nhiên, thời Lê Thái Tông cũng xảy ra tranh chấp biên giới Đại Việt-Đại Minh. Theo Minh thực lục, năm 1438 thổ quan châu Tư Lang Hạ (Đại Việt) là Nông Nguyên Hồng xâm lấn châu An Bình và châu Tư Lăng (phủ Thái Bình - Quảng Tây), chiếm 2 động và 21 thôn, bắt 220 người nam nữ và nhiều gia súc. Minh Anh Tông sai Thang Đỉnh và Cao Dần sang trách hỏi Lê Thái Tông. Vua Thái Tông bèn sai sứ sang xin lỗi, nhưng tố cáo trở lại rằng chính thổ quan hai châu An Bình, Tư Lăng nước Minh đánh lấn châu Tư Lang Hạ trước. Sĩ phu đời Nguyễn Phan Huy Chú trong sách Lịch triều hiến chương loại chí, mục Bang giao chí ghi lại nội dung thư của Lê Thái Tông gửi Tu Bố chính Quảng Tây tố cáo trở lại như sau:
"...Gần đây cứ bọn Nông Kính, Nông Phúc là đầu mục châu Tư Lang Hạ trấn Thái Nguyên báo cáo, xét nước tôi đã nhiều vâng sắc dụ của triều đình, giữ đất yên dân... Phiền quý Ty xét sức xuống cho bọn thổ quan Tri châu Triệu Nhân Chính ở An Bình thuộc quyền quý Ty, khiến đem những đất các thôn, động đã chiếm, số dân đã bắt trả lại cho nước tôi, rồi số thôn động và số người ấy báo lại và nghiêm cấm ước thúc châu ấy, không được xâm chiếm cướp bóc..."
Theo Minh thực lục, tranh chấp còn xảy ra thêm nhiều năm nữa, đến năm 1447 (đời vua Lê Nhân Tông) hai bên mới hội khám và thống nhất 11 thôn thuộc về Long châu của Trung Quốc, 6 thôn thuộc về Hạ Tư Lang của Đại Việt.
Thời vua Lê Thái Tông, triều đình cũng nhiều lần nhận được cống phẩm từ các nước Trảo Oa, Ai Lao, Chiêm Thành, Xiêm La, Bồn Man... ở Đông Nam Á và La La Tư Điện, một vương quốc của người Lô Lô tại tỉnh Quý Châu (Trung Quốc) ngày nay. Chiêm Thành từng âm mưu lấn biên giới, nhưng sau đó phải thần phục và 2 lần cử sứ sang cống (các năm 1434-1435). Ở phía Tây, Ai Lao thỉnh thoảng quấy nhiễu biên giới, nhưng không thành công.

## Cuộc sống cá nhân
Năm 1433, vua Lê Thái Tổ mời người cháu ruột là Lê Khôi vào triều, Lê Khôi khuyên nên lập người con thứ 2, tức vua Lê Thái Tông mà phế bỏ người anh là Lê Tư Tề. Đến năm 1438, vua Thái Tông phế truất anh mình làm dân thường.
Theo lệ vua Lê Thái Tổ, trong cung không lập hoàng hậu, khi con của bà phi nào lên làm vua thì vị vua đó mới dâng tôn hiệu cho mẹ. Việc kén chọn vợ cho vua, thường lấy con em các dòng họ công thần lớn và con nhà tử tế.
Người vợ thứ nhất của vua Lê Thái Tông là con gái Đại Tư đồ Lê Sát, Lê Thị Ngọc Dao. Ngọc Dao được phong làm Nguyên phi vào năm 1434. Năm 1437, Lê Sát bị xử tội, bà bị phế làm dân thường. Người vợ thứ hai là con gái Lê Ngân, tên Lê Lệ, lúc đầu được phong làm Chiêu nghi. Khi Lê Sát bị bãi chức, Đại Đô đốc Lê Ngân lên thay, Lê Lệ được phong làm Huệ phi, đến năm 1437, Lê Ngân bị xử tội, bà bị phế làm Tu dung. Người vợ thứ 3 là bà Ngô Thị Ngọc Dao, được phong là Tiệp dư, mẹ đẻ của Lê Thánh Tông của triều đại nhà Hậu Lê.  Người vợ thứ 4 là bà Nguyễn Thị Anh, được phong làm Thần phi, sinh ra vua Lê Nhân Tông, vua Nhân Tông lên ngôi lúc mới 3 tuổi, bà nhiếp chính trong 10 năm, thiên hạ thịnh trị. Bà vợ thứ 5 là Chiêu nghi Dương Thị Bí, ban đầu phong làm Phi (妃), sau tính kiêu ngạo bị giáng làm Chiêu nghi. Về sau Dương thị tiếp tục bị giáng làm thứ nhân, giam vào lãnh cung.
Tháng 11 âm lịch năm 1441, Lê Thái Tông ép Thái phi Phạm Thị Nghiêu, vợ thứ ba của Lê Thái Tổ, phải tự sát. Sách Đại Việt Sử ký Toàn thư kể bà Nghiêu từng có ý phế Thái Tông, bị nhà vua cho ra Lam Kinh hầu Vĩnh Lăng (lăng Lê Thái Tổ). Sau đó bà Nghiêu vẫn bất bình, nên Thái Tông nghe lời các triều thần, ép chết.

## Cái chết
Ngày 27 tháng 7 âm lịch năm 1442, Lê Thái Tông đi tuần về miền Đông, duyệt quân ở thành Chí Linh. Nguyễn Trãi mời hoàng đế ngự chùa Côn Sơn, ở hương của Nguyễn Trãi. Đến ngày 4 tháng 8 âm lịch (7 tháng 9 dương lịch), Lê Thái Tông đi chơi ở vườn Vải, xã Đại Lại ven sông Thiên Đức rồi qua đời, hưởng dương 18 tuổi. Các quan bí mật đưa thi hài về kinh sư rồi mới phát tang. Cả triều đều nói "thị Lộ giết vua", xử tru di tam tộc, cả nhà Nguyễn Trãi bị xử tử.(ĐVSKTT, bản kỷ, quyển 11, tờ 56a). Sử gọi là vụ án Lệ Chi Viên.
Ngày 12 tháng 8 âm lịch năm 1442, các đại thần là Trịnh Khả, Nguyễn Xí, Lê Thụ, Đinh Liệt, Lê Bôi nhận di mệnh tôn Hoàng thái tử Bang Cơ (2 tuổi) lên ngôi Hoàng đế, sử gọi là Lê Nhân Tông. Ngày 16 tháng 8, triều đình hành quyết Nguyễn Trãi.
Ngày 16 tháng 9 âm lịch năm 1442, triều đình an táng Lê Thái Tông ở Hựu Lăng (祐陵), bên tả Vĩnh Lăng (永陵) của Lê Thái Tổ. Hàn Lâm viện thị độc học sĩ kiêm Tri ngự tiền học sinh Cục Cận thị chi hậu Nguyễn Thiên Tích phụng mệnh soạn văn bia Hựu Lăng ca ngợi công đức của tiên đế. Các quan dâng miếu hiệu Thái Tông (太 宗), thụy hiệu Kế Thiên Thể Đạo Hiển Đức Thánh Công Khâm Minh Văn Tư Anh Duệ  NhânTriết Chiêu Hiến Kiến Trung Văn Hoàng Đế (繼天體道顯德功欽明文思英睿仁哲昭憲建中文皇帝).

## Nhận định
Đại Việt sử ký toàn thư có chép một số lời bàn của sử quan Đại Việt về Lê Thái Tông:
| “                         | Vua thiên tư sáng suốt, nối vận thái bình; bên trong ức chế quyền thần, bên ngoài đánh dẹp Di Địch. Trọng đạo sùng nho, mở khoa thi chọn hiền sĩ; xử tù, xét án phần nhiều tha thứ khoan hồng. Cũng là bậc vua tài giỏi biết nối giữ cơ đồ. Song đam mê tửu sắc, đến nỗi thình lình băng ở bên ngoài cũng là tự mình chuốc lấy tai họa. | ” |
| — Đại Việt Sử ký Toàn thư | |   |

| “                         | Vua là bậc hùng tài đại lược, quyết đoán chủ động. Khi mới lên ngôi, nghiền ngẫm tìm phương trị nước, đặt chế độ, ban sách vở, chế tác lễ nhạc, sáng suốt trong chính sự, thận trọng việc hình ngục, mới có mấy năm mà điển chương văn vật rực rỡ đầy đủ, đất nước đã đổi thay tốt đẹp. Các nước Trảo Oa, Xiêm La, Tam Phật Tề, Chiêm Thành, Mãn Lạt Gia vượt biển sang cống. Sau có tên bề tôi trốn tránh là Tông Lai chiêu tập bọn đi trốn làm phản, đặt niên hiệu ngụy là đứa thổ tù Nghiễm ở châu Thuận Mổi dựa vào Ai Lao dám gây biến loạn. Vua thân chỉ huy sáu quân đi giáng đòn trời phạt. Chỉ một tuần mà Tông Lai nộp đầu, hai lần mà tên Nghiễm bị bắt, thực xứng đáng là bậc vua anh hùng. | ” |
| — Đại Việt Sử Ký Toàn Thư | |   |

| “                                   | Khi vua lên ngôi mới có 11 tuổi, không phải nhờ buông rèm coi chính sự mà mọi việc trong nước đều tự mình quyết định, bên trong chế ngự quyền thần, bên ngoài đánh dẹp di địch. Ngài thông minh trí dũng, còn vượt lên trên cả những vua anh minh đời xưa. Huống chi, ngài lại thể theo lòng trời đất nuôi sống muôn loài, ban hành chính sách xót thương bất nhẫn của bậc đế vương, xử kiện xét tù phần nhiều khoan thứ. Đức hiếu sinh của ngài là cái đức của vua Thuấn xưa. Ôi! những người như vua có thể gọi là hết lòng với việc trị nước vậy. | ” |
| — Vũ Quỳnh – sử thần đời Hồng Thuận | |   |

| “                                  | Thái Tông trọng đạo sùng nho, mở khoa thi chọn người tài, dùng người hiền nghe lời can, kính trời, chăm dân, cũng là bậc vua siêng năng. Nhưng say đắm tửu sắc, khi chết không được vẹn toàn. | ” |
| — Tống Lệnh Vọng – sử thần nhà Mạc | |   |

Trong bộ quốc sử Khâm định Việt sử Thông giám Cương mục biên soạn dưới triều Nguyễn Dực Tông (1847-1883), sử thần Đại Nam thời Nguyễn lại đánh giá thấp Lê Thái Tông, thể hiện qua những đoạn văn như " Lê Thái Tông cũng không phải là ông vua sáng suốt" (chỉ việc hoàng đế bãi chức Lê Sát), hoặc "Lê Ngân trước đây, đã bào chữa cho Lê Sát, dường cùng bè đảng với kẻ ác, sao không ngay lúc bấy giờ trị tội luôn cả đi, mà lại cho vượt bậc thăng chức? Đến đây, chỉ vì cớ nhỏ nhặt, lại giết Lê Ngân: hình phạt sao quá lạm thế!" và "đời Lê Thái Tông, vua thì buông tuồng, bầy tôi thì chuyên quyền".

## Gia đình
- Cha: Thái Tổ Cao Hoàng đế Lê Lợi.
- Mẹ: Cung Từ Cao Hoàng hậu Phạm Thị Ngọc Trần (恭慈高皇后范氏玉陳, 1386 - 24 tháng 3, 1425).

### Hậu phi
- Thần phi Nguyễn Thị Anh (1422 – 4 tháng 10  1459) là mẹ của Nhân Tông Lê Bang Cơ. Sau khi Bang Cơ lên ngôi, bà trở thành Tuyên Từ Thái hậu và nhiếp chính hơn 10 năm thời Nhân Tông.
- Sung viên Ngô Thị Ngọc Dao (1421 – 26 tháng 2 năm 1496) là con gái của Thái bảo Chương Khánh công Ngô Từ, em gái cung tần Ngô Thị Ngọc Xuân của Thái Tổ Lê Lợi. Bà sinh ra Thánh Tông Lê Tư Thành. Sau khi Tư Thành lên ngôi, bà trở thành Quang Thục Thái hậu.
- Nguyên phi Lê Thị Ngọc Dao là con gái của Đại tư đồ Lê Sát. Ban đầu được phong Nguyên phi, đứng đầu trong cung. Sau khi Lê Sát chết, bà bị phế làm thứ dân.
- Huệ phi Lê Nhật Lệ là con gái của Tư khấu Lê Ngân. Ban đầu phong làm Huệ phi, sau Lê Ngân bị phát giác làm bùa phép cho con gái được sủng ái và bị ép tự sát vào năm 1437 thì Huệ phi bị giáng xuống làm Tu dung.
- Chiêu nghi Dương Thị Bí (1420-15 tháng 2 năm 1481) ban đầu phong làm Phi, sau vì bị gán tội kiêu ngạo mà bị giáng làm Chiêu nghi. Về sau Dương thị tiếp tục bị giáng làm thứ nhân.
- Quý nhân Bùi thị là con gái của Ngự sử Trung thừa Bùi Cầm Hổ.

### Hậu duệ
- Con trai:
  1. Lệ Đức hầu Lê Nghi Dân (tháng 10 năm 1439 – 6 tháng 6 năm 1460) từng được lập làm Thái tử nhưng bị phế truất làm phiên vương sau khi mẹ là Chiêu nghi Dương Thị Bí bị phế làm thứ dân. Về sau Nghi Dân làm binh biến, lật đổ em trai là Nhân Tông Lê Bang Cơ, tự lập lên ngôi. Chưa đầy 1 năm sau, Nghi Dân bị lật đổ.
  2. Cung vương Lê Khắc Xương (1440 – 24 tháng 8 năm 1476), mẹ là Bùi Quý nhân.
  3. Nhân Tông Lê Bang Cơ (28 tháng 5 năm 1441 –25 tháng 10 năm 1459), mẹ là Tuyên Từ Thái hậu Nguyễn Thị Anh, được lập làm thái tử khi chỉ mới 6 tháng và nối ngôi khi mới hơn 1 tuổi. Tại vị được 17 năm thì ông bị Lê Nghi Dân ám sát vào mùa đông năm 1459.
  4. Thánh Tông Lê Tư Thành (25 tháng 8 năm 1442 –3 tháng 3 năm 1497), mẹ là Quang Thục Thái hậu Ngô Thị Ngọc Dao, kế vị vua anh vào năm 1460.
- Con gái:
  1. Vệ Quốc Trưởng Công chúa Lê Thị Ngọc Đường [71] (tháng 10 năm 1439[72]-?),mẹ là Thứ dân Dương Thị Bí, bị câm từ nhỏ, lên 10 tuổi thì gả cho Lê Quát, con trai Thái úy Lê Thụ.
  2. An Quốc Công chúa được gả cho Trịnh Bá Nhai, con trai Nhập nội Thiếu phó Trịnh Khắc Phục, vào năm 6 tuổi. Bà là mẹ Thái bảo Bình Lạc hầu Trịnh Duy Hiếu, và là bà nội Vĩnh Hưng hầu Trịnh Tuy.
  3. Đà Quốc Công chúa được gả cho Lê Bộc, con trai của Nhập nội Thiếu úy Lê Lăng.
  4. Hoàng tứ nữ.
  5. Thao Quốc Công chúa Lê Thị Ngọc Phương, mẹ là Quang Thục Thái hậu, chị ruột của Thánh Tông Lê Tư Thành.

## Trong văn hoá đại chúng
| Năm  | Tác Phẩm            | Diễn Viên   |
| 2012 | Thiên Mệnh Anh Hùng | Lê Ngọc Hân |